# Sun Chieh-ping
Sun Chieh-ping (孫潔萍T, Sūn JiépíngP; 10 gennaio 1983) è un'ex cestista taiwanese.

## Carriera
Con Taiwan ha disputato i Campionati mondiali del 2006.